# 王棠云
王棠云（英語：Sarah Wang，1988年9月23日—），本名王予柔，出生于台灣台中市，台灣女演員，因拍攝中視《流氓校長》飾演常有希一角而打開知名度。配偶為香港演員余文樂。

## 戲劇

### 電視劇
| 年份 | 片名           | 角色   | 播出頻道 |
| ---- | -------------- | ------ | -------- |
| 2010 | 《流氓校長》   | 常有希 | 中視     |
| 2011 | 《料理情人夢》 | 喬安娜 | 中視     |

### MV
- 2010年 周杰倫《雨下一整晚》
- 2011年 張靚穎《美麗與勇敢》

### 電影
| 年份 | 片名           | 角色   | 導演   |
| ---- | -------------- | ------ | ------ |
| 2012 | 《球愛天空》   | 王予柔 | 澎恰恰 |
| 2014 | 《鐵獅玉玲瓏》 | 阿嬌   | 澎恰恰 |
| 2015 | 《十萬夥急》   | 胡晶   | 康康   |
| 2016 | 《最萌身高差》 | 蔣伊凡 | 马侃   |

## 外部連結
- 王棠云的Facebook專頁
- 王棠云的Instagram帳戶
- 王棠云在豆瓣上的资料（简体中文）
- 官方網頁 （页面存档备份，存于）（傑星傳播）